# Juršče
Juršče este o localitate din comuna Pivka, Slovenia, cu o populație de 168 de locuitori.